# Лев (цар Спарти)
Лев (Леонт) (дав.-гр. Λέων, д/н — бл. 560 до н. е.) — цар Спарти у 590—560 роках до н. е.

## Життєпис
Походив з династії Агіадів. Син царя Еврікратида. Продовжив війну проти міста-держави Тегея (Аркадія), але домігся вирішального успіху. Разом з тим відомо про інші військові кампанії на Пелопоннесі, які Лев здійснював разом зі співцарем Агасіклом, що були більш успішними — насамперед в Еліді. Тут в союзі з містом-державою Елея виступив проти міст-держав Піса (Піза) і Трифілія. Перебіг подій достеменно невідомий, але у кампанії 580 року до н.е. вдалося вдолати Пісу, передавши владу над святилищем Зевса в Олімпії царям Елеї. Водночас уся Еліда уклала військовий союз із Спартою.
Також після повалення тирана Псамметіха у 581 році до н.е. попередній договір з олігархічним урядом. 
Йому спадкував син Анаксандрид II.